# Sergio Battistini
Pour les articles homonymes, voir Battistini.
Sergio Battistini est un footballeur et entraîneur italien né le 7 mai 1963 en Italie qui évoluait au poste de défenseur et de milieu de terrain.

## Biographie

### En tant que joueur
Formé à l'AC Milan, il débute en équipe premier à seulement 17 ans. Avec Alberigo Evani et quelques autres jeunes de l'équipe des jeunes, il est l'un des « garçons terribles » de 1963 qui se mettront en évidence à cette période.
Pendant les six ans qu'il passe avec les rossoneri, il joue aux postes de défenseur et de milieu de terrain, avec un certain penchant pour le tir de loin. Ces caractéristiques lui permettront de marquer 37 buts, ce qui en faisait un des meilleurs tireurs italiens des années 1980. En effet il est sélectionné dans les espoirs en 1981 et Enzo Bearzot l’appelle en 1984 en amical contre le Mexique.
En 1985, il passe à la Fiorentina. Cependant Battistini ne confirme pas. Et il peine à trouver place en tant que libero. Il redevient milieu mais ne  retrouve pas la place qu'il avait au Milan.
En 1990, il est le capitaine de la Fiorentina pour jouer les 2 matchs, lors de la finale perdue contre la Juventus FC lors la Coupe UEFA 1989-1990
Après 5 ans à Florence, il revient à Milan, mais avec l'Inter Milan, il y gagne par deux fois la Coupe UEFA, 1991 et 1994.
Puis il finit sa carrière en passant par Brescia Calcio, relégué en 1995 et en 1997, à l'âge de 34 ans avec Spezia.

### En tant qu'entraîneur
Après la retraite, il connait sa première expérience avec les amateurs sur le banc du Pietrasanta où il reste 3 mois de juillet au septembre 1997. Par la suite deux apparitions sur le banc du Massese en 1998 et 1999 et son plus long séjour sur un banc d'équipe premier :  entre octobre 2000 et janvier 2001 avec le Viareggio.
En avril 2002, nouvelle expérience sur un banc toscan, celui du Versilia pour moins d'un mois. En 2004 il entre dans le staff technique de l'équipe des jeunes de la Fiorentina. En 2007, il passe à Spezia où il s'occupe de la réserve. Au terme de la saison, à la suite de la faillite de la société bianconera, il reste au chômage.  Lors de la saison 2010/2011, il est entraîneur de la réserve de Spezia, et obtient pour la première fois dans l'histoire du club bianconero la participation aux phases finales du championnat.

## Palmarès
- AC Milan
  - Serie B : Vainqueur en 1981 et 1983
  - Coupe d'Italie : Finaliste en 1985

- ACF Fiorentina
  - Coupe UEFA : Finaliste en 1990

- Inter Milan
  - Coupe UEFA : Vainqueur en 1991 et 1994
  - Championnat d'Italie : Vice-champion en 1993